# Osmo Tapio Räihälä
 (janvier 2019).
Si vous disposez d'ouvrages ou d'articles de référence ou si vous connaissez des sites web de qualité traitant du thème abordé ici, merci de compléter l'article en donnant les références utiles à sa vérifiabilité et en les liant à la section « Notes et références ».
Osmo Tapio Räihälä (né le 15 janvier 1964 à Suomussalmi) est un compositeur finlandais de musique contemporaine.
La majeure partie de ses œuvres est de la musique de chambre et il a aussi composé cinq concertos et des pièces pour orchestre symphonique.

## Œuvres

### Musique orchestrale
- Barlinnie Nine (1999/2005)
- Ardbeg (2003)
- Värikallio (orchestre de chambre, 2003)
- Håkan en Belgique (concerto pour alto, 2002)
- Concerto pour violoncelle (2006)
- Rautasade (2008)
- Concerto pour hautbois (2010)
- Concerto pour cor (2013)
- Myriad (orchestre et chœur, 2015)
- Mural (orchestre de chambre, 2017)
- Stream (orchestre à cordes, 2017)

### Musique de chambre
- Rampant (1997)
- Damballa (2000)
- Quatuor à cordes n ° 2 "Jobimao" (2000)
- Stoa Trilogy (2002)
- De-cadenza (2005)
- Freefoot (2006)
- Zénith (2011)
- Zen (2011)
- Seurat I (2012)
- Les Oréades (2014)
- Motherlode (2016)
- Temptations (2017)

## Discographie
- Saatana saapuu Turkuun (KACD2001-2, 1999)
- Chadwick Drive (FFCD1025, 1999)
- Damballa (UUCD101, 2004)
- Rampant (UUCD103, 2006)
- Damballa (UUCD103)
- Jousikvartetto nro 2 "Jobimao" (UUCD103)
- Lyckselen kuningas (UUCD103)
- Stoa Trilogy (UUCD103)
- Vuokin keisari (UUCD103)
- Värikallio (UUCD103)
- Peat, Smoke & Seaweed Storm (ABCD367)
- L'homme à la licorne (OPTCD-15013, 2015)
- Kirkasvetinen (AVI8553408, 2018)